# Leandra rhodopogon
Leandra rhodopogon är en tvåhjärtbladig växtart som först beskrevs av Dc., och fick sitt nu gällande namn av Célestin Alfred Cogniaux. Leandra rhodopogon ingår i släktet Leandra och familjen Melastomataceae. Inga underarter finns listade i Catalogue of Life.